# 小牧原
小牧原（こまきはら）は、愛知県小牧市の町名。現行行政地名は小牧原一丁目から四丁目。

## 地理
小牧市西部に位置し、東は大字小牧原新田・東田中、西は大字小牧原新田・間々原新田、南は大字小牧原新田、北は岩崎五丁目・大字岩崎に接する。

## 世帯数と人口
2024年（令和6年）2月1日現在の世帯数と人口は以下の通りである。
| 町・丁目     | 世帯数  | 人口    |
| ------------ | ------- | ------- |
| 小牧原一丁目 | 112世帯 | 254人   |
| 小牧原二丁目 | 701世帯 | 1,471人 |
| 小牧原三丁目 | 196世帯 | 427人   |
| 小牧原四丁目 | 28世帯  | 50人    |

## 学区
市立小・中学校に通う場合、学区は以下の通りとなる。
| 町・丁目     | 小学校                                  | 中学校             |
| ------------ | --------------------------------------- | ------------------ |
| 小牧原一丁目 | 小牧市立味岡小学校 小牧市立小牧原小学校 | 小牧市立岩崎中学校 |
| 小牧原二丁目 | 小牧市立味岡小学校 小牧市立小牧原小学校 | 小牧市立岩崎中学校 |
| 小牧原三丁目 | 小牧市立味岡小学校                      | 小牧市立味岡中学校 |
| 小牧原四丁目 | 小牧市立小牧原小学校                    | 小牧市立岩崎中学校 |

## 歴史

### 沿革
- 2008年（平成20年）11月15日 - 以下の通り、大字小牧原新田・岩崎・間々原新田・東田中の各一部より小牧原一丁目から四丁目が成立[5][6]。
  - 一丁目 - 大字小牧原新田・岩崎・間々原新田の各一部
  - 二丁目 - 大字小牧原新田・岩崎の各一部
  - 三丁目 - 大字小牧原新田・岩崎・東田中の各一部
  - 四丁目 - 大字小牧原新田の一部

## 施設
- コンテック小牧事業所
- ダイフク小牧事業所
- 三菱電機メカトロニクスエンジニアリング
- ヤマダデンキテックランドNew小牧店
- 美鳥第二幼稚園
- 大乗寺
- 小牧原西部会館
- 南岩崎台会館
- 南岩崎台公園

## 交通
- 国道155号
- 愛知県道102号名古屋犬山線

## その他

### 日本郵便
- 郵便番号 : 485-0829[2]（集配局：小牧郵便局[7]）。